# 長野県道467号坂北停車場線
長野県道467号坂北停車場線（ながのけんどう467ごう さかきたていしゃじょうせん）は、長野県東筑摩郡筑北村を通る一般県道。

## 概要

### 路線データ
- 起点：筑北村坂北（篠ノ井線坂北駅）
- 終点：筑北村坂北（六工交差点、国道403号交点）

## 通過する自治体
- 東筑摩郡筑北村

## 交差・接続する道路
- 国道403号 - 筑北村坂北（六工交差点、終点）